# Metroperiella gay
Metroperiella gay är en mossdjursart som beskrevs av Reverter-Gil, Souto och Fernández-Pulpeiro 2009. Metroperiella gay ingår i släktet Metroperiella och familjen Bitectiporidae. Inga underarter finns listade i Catalogue of Life.